# Selección de fútbol sub-17 de Uruguay
La Selección de fútbol Sub-17 del Uruguay es el equipo formado por jugadores de nacionalidad uruguaya menores de 17 años de edad, que representa a la Asociación Uruguaya de Fútbol en la Copa del Mundo Sub-17 y en el Campeonato Sudamericano de Fútbol Sub-17.

## Participaciones
| Copa Mundial de Fútbol Sub-17 | Copa Mundial de Fútbol Sub-17 | Copa Mundial de Fútbol Sub-17 | Copa Mundial de Fútbol Sub-17 | Copa Mundial de Fútbol Sub-17 | Copa Mundial de Fútbol Sub-17 | Copa Mundial de Fútbol Sub-17 | Copa Mundial de Fútbol Sub-17 | Copa Mundial de Fútbol Sub-17 |
| Año                           | Ronda                         | Posición                      | PJ                            | PG                            | PE*                           | PP                            | GF                            | GC                            |
| ----------------------------- | ----------------------------- | ----------------------------- | ----------------------------- | ----------------------------- | ----------------------------- | ----------------------------- | ----------------------------- | ----------------------------- |
| 1985                          | No Clasificó                  | No Clasificó                  | No Clasificó                  | No Clasificó                  | No Clasificó                  | No Clasificó                  | No Clasificó                  | No Clasificó                  |
| 1987                          | No Clasificó                  | No Clasificó                  | No Clasificó                  | No Clasificó                  | No Clasificó                  | No Clasificó                  | No Clasificó                  | No Clasificó                  |
| 1989                          | No Clasificó                  | No Clasificó                  | No Clasificó                  | No Clasificó                  | No Clasificó                  | No Clasificó                  | No Clasificó                  | No Clasificó                  |
| 1991                          | Fase de grupos                | 13º                           | 3                             | 1                             | 0                             | 2                             | 1                             | 3                             |
| 1993                          | No Clasificó                  | No Clasificó                  | No Clasificó                  | No Clasificó                  | No Clasificó                  | No Clasificó                  | No Clasificó                  | No Clasificó                  |
| 1995                          | No Clasificó                  | No Clasificó                  | No Clasificó                  | No Clasificó                  | No Clasificó                  | No Clasificó                  | No Clasificó                  | No Clasificó                  |
| 1997                          | No Clasificó                  | No Clasificó                  | No Clasificó                  | No Clasificó                  | No Clasificó                  | No Clasificó                  | No Clasificó                  | No Clasificó                  |
| 1999                          | Cuartos de final              | 8º                            | 4                             | 1                             | 1                             | 2                             | 8                             | 5                             |
| 2001                          | No Clasificó                  | No Clasificó                  | No Clasificó                  | No Clasificó                  | No Clasificó                  | No Clasificó                  | No Clasificó                  | No Clasificó                  |
| 2003                          | No Clasificó                  | No Clasificó                  | No Clasificó                  | No Clasificó                  | No Clasificó                  | No Clasificó                  | No Clasificó                  | No Clasificó                  |
| 2005                          | Fase de grupos                | 15º                           | 3                             | 0                             | 0                             | 3                             | 3                             | 7                             |
| 2007                          | No Clasificó                  | No Clasificó                  | No Clasificó                  | No Clasificó                  | No Clasificó                  | No Clasificó                  | No Clasificó                  | No Clasificó                  |
| 2009                          | Cuartos de final              | 7º                            | 5                             | 2                             | 2                             | 1                             | 8                             | 7                             |
| 2011                          | Subcampeón                    | 2º                            | 7                             | 5                             | 0                             | 2                             | 11                            | 5                             |
| 2013                          | Cuartos de final              | 6º                            | 5                             | 3                             | 1                             | 1                             | 14                            | 6                             |
| 2015                          | No Clasificó                  | No Clasificó                  | No Clasificó                  | No Clasificó                  | No Clasificó                  | No Clasificó                  | No Clasificó                  | No Clasificó                  |
| 2017                          | No Clasificó                  | No Clasificó                  | No Clasificó                  | No Clasificó                  | No Clasificó                  | No Clasificó                  | No Clasificó                  | No Clasificó                  |
| 2019                          | No Clasificó                  | No Clasificó                  | No Clasificó                  | No Clasificó                  | No Clasificó                  | No Clasificó                  | No Clasificó                  | No Clasificó                  |
| 2023                          | No Clasificó                  | No Clasificó                  | No Clasificó                  | No Clasificó                  | No Clasificó                  | No Clasificó                  | No Clasificó                  | No Clasificó                  |
| 2025                          | No Clasificó                  | No Clasificó                  | No Clasificó                  | No Clasificó                  | No Clasificó                  | No Clasificó                  | No Clasificó                  | No Clasificó                  |
| Total                         | 6/20                          | 15º                           | 27                            | 12                            | 4                             | 11                            | 45                            | 33                            |

*Los empates incluyen partidos definidos por penales.

## Sudamericano Sub-17
| Récord Uruguay Sub-17 | Récord Uruguay Sub-17 | Récord Uruguay Sub-17 | Récord Uruguay Sub-17 | Récord Uruguay Sub-17 | Récord Uruguay Sub-17 | Récord Uruguay Sub-17 | Récord Uruguay Sub-17 | Récord Uruguay Sub-17 | Récord Uruguay Sub-17 |
| Fecha                 | Pos                   | Pts.                  | PJ                    | PG                    | PE                    | PP                    | GF                    | GC                    | Dif                   |
| --------------------- | --------------------- | --------------------- | --------------------- | --------------------- | --------------------- | --------------------- | --------------------- | --------------------- | --------------------- |
| 1985                  | 7º                    | 10                    | 8                     | 3                     | 1                     | 4                     | 11                    | 13                    | -2                    |
| 1986                  | 5º                    | 7                     | 4                     | 2                     | 1                     | 1                     | 4                     | 3                     | 1                     |
| 1988                  | 7º                    | 4                     | 4                     | 1                     | 1                     | 2                     | 5                     | 6                     | -1                    |
| 1991                  | 2º                    | 12                    | 7                     | 3                     | 3                     | 1                     | 19                    | 4                     | 15                    |
| 1993                  | 5º                    | 6                     | 4                     | 2                     | 0                     | 2                     | 10                    | 3                     | 7                     |
| 1995                  | 3º                    | 8                     | 6                     | 2                     | 2                     | 2                     | 13                    | 8                     | 5                     |
| 1997                  | 6º                    | 6                     | 4                     | 2                     | 0                     | 2                     | 4                     | 4                     | 0                     |
| 1999                  | 3º                    | 13                    | 6                     | 4                     | 1                     | 1                     | 14                    | 6                     | 8                     |
| 2001                  | 6º                    | 6                     | 4                     | 2                     | 0                     | 2                     | 8                     | 7                     | 1                     |
| 2003                  | 4º                    | 12                    | 7                     | 4                     | 0                     | 3                     | 14                    | 10                    | 4                     |
| 2005                  | 2º                    | 16                    | 7                     | 5                     | 1                     | 1                     | 15                    | 5                     | 10                    |
| 2007                  | 8º                    | 4                     | 4                     | 1                     | 1                     | 2                     | 7                     | 6                     | 1                     |
| 2009                  | 3º                    | 14                    | 7                     | 4                     | 2                     | 1                     | 11                    | 6                     | 5                     |
| 2011                  | 2º                    | 15                    | 9                     | 4                     | 3                     | 2                     | 12                    | 10                    | 2                     |
| 2013                  | 4º                    | 16                    | 9                     | 4                     | 4                     | 1                     | 20                    | 12                    | 8                     |
| 2015                  | 5º                    | 18                    | 9                     | 6                     | 0                     | 3                     | 17                    | 10                    | 7                     |
| 2017                  | 7º                    | 4                     | 4                     | 1                     | 1                     | 2                     | 4                     | 5                     | -1                    |
| 2019                  | 6°                    | 13                    | 9                     | 3                     | 2                     | 4                     | 11                    | 9                     | 2                     |
| 2023                  | 7°                    | 4                     | 4                     | 1                     | 1                     | 2                     | 2                     | 5                     | -3                    |
| 2025                  | 9º                    | 2                     | 4                     | 0                     | 2                     | 2                     | 3                     | 8                     | -5                    |
|                       | 3º                    | 192                   | 113                   | 51                    | 26                    | 36                    | 193                   | 131                   | 62                    |

## Jugadores
Convocados para el Sudamericano Sub-17 de 2023

## Palmarés

### Torneos Oficiales
- Copa Mundial de Fútbol Sub-17:
  -  Subcampeón (1): 2011

- Campeonato Sudamericano Sub-17:
  -  Subcampeón (3): 1991, 2005, 2011
  -  Tercero (3): 1995, 1997, 2009

### Torneos amistosos
- Torneo Limoges Sub-18:
- Campeón (1): 2014

### Distinciones individuales
En adición a los logros obtenidos por el equipo, los jugadores uruguayos han ganado las siguientes distinciones individuales en las Copas del Mundo para menores de 17 años.
| Año  | Distinción      | Jugador            |
| 1999 | Balón de Bronce | Álvaro Meneses     |
| 2009 | Botín de Bronce | Sebastián Gallegos |
| 2011 | Guante de Oro   | Jonathan Cubero    |
| ---- | --------------- | ------------------ |

## Futbolistas con más presencias
| # | Jugador             | Período       | Partidos | Goles |
| - | ------------------- | ------------- | -------- | ----- |
| 1 | Gianni Rodríguez    | 2009-2011     | 41       | 2     |
| 2 | Maximiliano Moreira | 2009-2011     | 40       | 2     |
| 3 | Fabrizio Buschiazzo | 2013-2014     | 36       | 4     |
| 4 | Facundo Torres      | 2016-2017     | 28       | 14    |
| 5 | Mateo Sena          | 2016-2017     | 27       | 3     |
| 5 | Vicente Poggi       | 2018-presente | 27       | 1     |
| 6 | Thomás Chacón       | 2016-2017     | 26       | 2     |
| 6 | Gonzalo Nápoli      | 2016-2017     | 26       | 1     |
| 6 | Gastón Medina       | 2016-2017     | 26       | 0     |

Fuente: Transfermarkt.
- Actualizado el 1 de septiembre de 2019

## Máximos goleadores
| # | Jugador                | Período   | Goles | Partidos |
| - | ---------------------- | --------- | ----- | -------- |
| 1 | Facundo Torres         | 2016-2017 | 14    | 28       |
| 2 | Nicolás Schiappacasse  | 2014-2015 | 12    | 22       |
| 2 | Franco Acosta          | 2013      | 12    | 15       |
| 3 | Federico Valverde      | 2014-2015 | 11    | 24       |
| 4 | Juan Cruz Mascia       | 2011      | 9     | 10       |
| 5 | Diego Rossi            | 2014-2015 | 8     | 23       |
| 5 | José Neris             | 2016-2017 | 8     | 19       |
| 5 | Elías Ricardo Figueroa | 2005      | 8     | 10       |

Fuente: Transfermarkt.
- Actualizado el 1 de septiembre de 2019